# Conversor catalítico

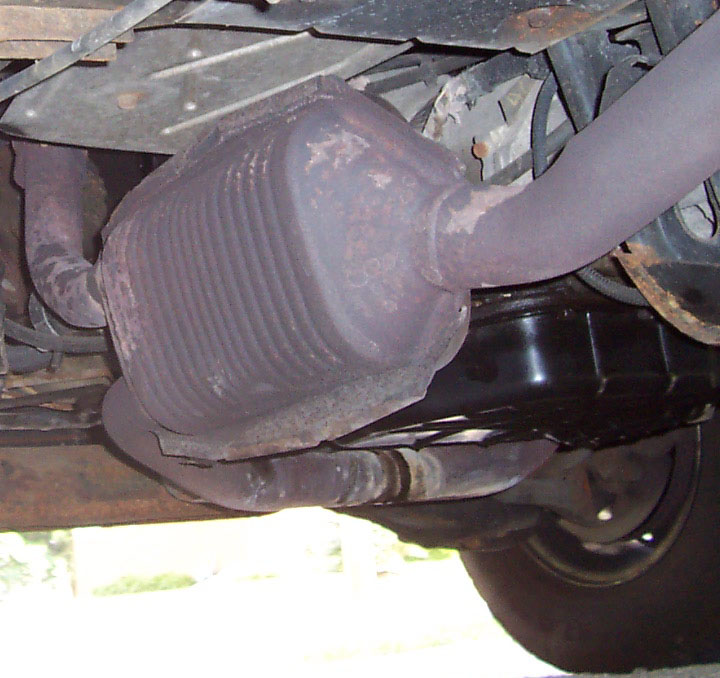
Conversor Catalítico de uma Dodge Ram.

Em engenharia mecânica, um conversor catalítico é um dispositivo catalisador usado para reduzir a toxicidade das emissões dos gases de escape de um motor de combustão interna. Foi introduzido nos Estados Unidos da América a partir de 1975, de forma que fosse cumprida a legislação exigida pela EPA sobre emissões de gases nocivos.

## Histórico
O catalisador foi introduzido no Brasil em 1992 para atender a fase L2 do Proconve. Tornou-se obrigatório em todos os veículos vendidos no Brasil (sejam nacionais ou importados) em 1997.

## Importância
O conversor catalítico é utilizado por causa dos gases dos escapes que são constituídos por três componentes:
- Monóxido de carbono (CO), da combustão parcial dos hidrocarbonetos;
- Compostos orgânicos voláteis (VOC), da reação parcial dos hidrocarbonetos;
- Monóxido de nitrogênio, (NO), provenientes das reações entre azoto atmosférico e o oxigênio.

Os conversores catalíticos são a opção mais comum para o controle das emissões dos motores a gasolina, uma vez que são muito eficazes na redução das emissões de hidrocarbonetos (HC) e monóxido de carbono (CO), que poderão ser convertidas em mais de 80 e 90% respectivamente. Reduzem ainda a emissão de partículas em 10-50% devido à eliminação dos componentes orgânicos das partículas da gasolina. Também convertem grande parte dos NOx em N2.
Contrariamente aos sistemas de ventilação, os catalisadores utilizados no controle de emissões reduzem os seus efeitos diretamente na fonte, minimizando a exposição do usuário à inalação dos gases tóxicos. Problemas ambientais relacionados com este assunto envolvem uma série de tópicos, como a chuva ácida e o aquecimento global do planeta (emissão de SOx, NOx, CO, e O3).

## Funcionamento

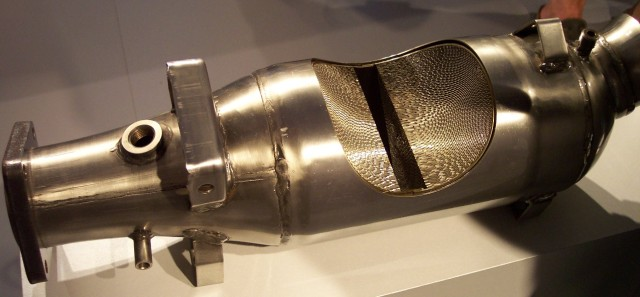
Conversor catalítico (automóvel) com corte aberto expondo a superfície metálica do catalisador.

Um catalisador de três vias opera num circuito fechado que inclui uma catálise redutora, uma catálise oxidante e um sensor de oxigénio para regular a entrada de ar/combustível no motor: o catalisador pode, simultaneamente, oxidar o monóxido de carbono (CO) e os hidrocarbonetos (HC) a dióxido de carbono e água, enquanto reduz os óxidos de azoto, a azoto (N2).

### Estágios de conversão
- A catálise redutora é o primeiro estágio do conversor catalítico constituído por 2 rolimãs: usa a platina e o ródio para reduzir as emissões de (NO).

Quando moléculas de NO ou de NO2 entram em contacto com o catalisador, este quebra as ligações dos átomos de azoto nas moléculas, absorvendo-os na sua superfície e deixando livre os átomos de oxigénio para formarem O2. Por exemplo:
2·NO(g.) → N2(g.) + O2(g.), ou
2·NO2(g.) → N2(g.) + 2·O2(g.)
- A catálise oxidante é o segundo estágio do conversor catalítico: oxida os hidrocarbonetos que não sofreram combustão e o monóxido de carbono através da passagem num leito catalisador de platina e paládio.

Por exemplo: 2·CO(g.) + O2(g.) → 2·CO2(g.)
- O terceiro estágio é um sistema de controlo que monitoriza os gases de saída e usa a informação para controlar o sistema de injecção de combustível:  um sensor de oxigénio montado na corrente gasosa entre o motor e o conversor indica ao motor  qual  a  quantidade de oxigénio, através da relação ar/combustível, que vai permitir trabalhar numa relação próxima da relação estequiométrica.

## Avarias
A Contaminação de um Conversor Catalítico acontece quando este é exposto a emissões com substâncias contaminantes que cobrem as superfícies de trabalho, não permitindo o contacto e tratamento dos gases de escape. Um dos contaminantes mais comuns é o chumbo, devido a isso os veículos equipados com conversores catalíticos apenas usam gasolina livre de chumbo.
O combustível contém pequenas quantidades de enxofre, que limita a capacidade de armazenamento de oxigénio do conversor de três vias, logo diminui a capacidade de  reduzir a toxicidade dos gases de escape, embora novos parâmetros de qualidade exigidos pela Agência Europeia do Ambiente com a Directiva 98/70/EC vai permitir diminuir o seu efeito.
Outros contaminantes comuns incluem manganês (principalmente devido ao aditivo MMT), silício (devido a fugas do líquido de arrefecimento para a câmara de combustão, fósforo, zinco e cálcio).
Estes três últimos contaminantes são devidos a impurezas nos lubrificantes dos motores, embora actualmente a contaminação por fósforo esteja  a diminuir devido à diminuição da percentagem permitida de ZDDP nos lubrificantes.